# Danmarks U/17-fodboldlandshold
Danmarks U/17-fodboldlandshold eller U/17-landsholdet er et hold under Dansk Boldspil-Union (DBU), udvalgt blandt alle danske fodboldspillere under 17 år, til at repræsentere Danmark i internationale U/17 fodboldturneringer arrangeret af FIFA og UEFA samt i venskabskampe mod andre nationale fodboldforbunds udvalgte U/17 hold.
Den nuværende træner for holdet er Morten Corlin.
U/17-landsholdet blev oprettet som et ungdomslandshold i 1964 i forbindelse med DBUs 75 års jubilæum. På daværende tidspunkt var aldersgrænsen dog 16 år med aldersskæring 1. august, og holdet blev benævnt "Ungdomslandsholdet". Holdet debuterede med en sejr på 3-1 over det svenske ungdomslandshold. I 1996 blev aldersskæringen ændret til 1. januar, og i 2001 skiftede det danske U/16-landshold i lighed med øvrige U/16-landshold i UEFA-regi navn til U/17-landsholdet. 
Tom Christensen (tidligere AGF) er med 37 kampe den spiller, der har opnået flest kampe for det danske U/17-landshold. Jeppe Tengbjerg og Viktor Fischer er med 20 mål holdets mest scorende spillere gennem tiderne.
U/17-landsholdet har deltaget ved UEFA's U/17 slutrunder for EM i alt 15 gange. Holdet opnåede sølv ved EM i 1994, men har ellers haft vanskeligt ved at komme langt under slutrunderne.

## Aktuel trup
Sidste aktuelle U17-trup: EM Kval i Danmark oktober 2016